# Пейве, Александр Вольдемарович
Александр Вольдемарович Пе́йве (латыш. Aleksandrs Peive; 27 января [9 февраля] 1909 или 9 февраля 1909, Торопецкий район — 21 декабря 1985, Москва) — советский учёный-геолог, академик АН СССР (1964). Герой Социалистического Труда (1979), лауреат государственных премий, Заслуженный геолог РСФСР (1980). Основоположник учения о глубинных разломах, открыл ряд месторождений различных минералов, принимал участие в составлении тектонической карты Евразии, один из основателей журнала «Геотектоника».

## Биография
Родился 27 января (9 февраля) 1909 в селе Семёнцево, Псковская губерния (ныне Тверская область), в латышской крестьянской семье.

### Образование
Окончил школу-девятилетку в 1926 году в городе Торопец.
В 1926 году поступил на почвенно-геологическом отделении физико-математическом факультета в 1-й Московский университет. В 1930 году это отделение влилось в Московский геолого-разведочный университет. Таким образом, в 1930 году он окончил только что созданный Московский геологоразведочный институт и получил специальность «геология».
В 1952—1954 годах обучался на Вечернем университете Марксизма-Ленинизма при Московском городском комитете КПСС.

### Научная работа
В 1929—1935 годах работал геологом и начальником отряда по поиску агроруд в Горно-геологическом отделе Научном институте по удобрениям (НИУ). В 1932—1935 годах по совместительству преподавал в МГРИ курс «Геология СССР». В 1935 году из НИУ был откомандирован на работу в Таджикско-Памирскую экспедицию АН СССР, откуда (по приглашению А. Д. Архангельского) перешёл в Геологический институт (ГИН/ИГН/ГИН) АН СССР
С 1 мая 1935 года до конца жизни (50 лет) работал в Геологическом институте АН СССР.
15 мая 1936 года Президиум АН СССР присудил ему учёную степень кандидата геологических наук без защиты диссертации.
В 1944—1950 годах был заместителем заведующего Отдела тектоники. Изучал глубинные разломы в геосинклинальных областях, а также занимался вопросами тектоники Северо-Уральского бокситового пояса. 12 октября 1947 года ему была присвоена учёная степень доктора геолого-минералогических наук
Его официальными оппонентами были:
- Шатский, Николай Сергеевич
- Страхов, Николай Михайлович
- Варсанофьева, Вера Александровна.

В 1950—1952 годах был начальником Казахстанской комплексной экспедиции института.
7 марта 1952 года был назначен на должность заместителя директора по научной части Института геологических наук АН СССР.
В 1958 году был избран членом-корреспондентом АН СССР.
С 4 февраля 1961 года был директором Геологического института АН СССР.
В 1964 был избран академиком АН СССР.
Занимался тектоникой и магнетизмом, в частности океанической земной корой и геотектоникой. Хорошо владел латышским и английским языками.
А. Я. Пейве скончался от болезни сердца 21 декабря 1985 года, был похоронен в Москве на Новодевичьем кладбище (участок № 10).

## Семья
Отец Вольдемар Карлович и мать Эмма Петровна.
- Брат — Ян (1906—1976) — академик АН СССР, Председатель Совета Национальностей Верховного Совета СССР.
- Сёстры: Валентина (1914—1977), Мария (1918—1980).

Жёны: Ксения Ивановна (в дев. Короткова) (1906—1955); Роза Игнатьевна (её отец Грин, Игнат Иосифович (1900—1936), мать Мария Васильевна (1900—1931)) (род. 1926).
- Сын — Александр (род. 1 декабря 1956) — морской геолог, доктор геолого-минералогичесеих наук[10].

## Членство в организациях
- 1945 — Член МОИП
- 1953 — Член КПСС с июня 1953 года[4]
- 1962 — Член Сербского геологического общества
- 1966 — Почётный член Французского геологического общества
- 1972 — Президент подкомиссии Международного геологического союза по тектоническим картам мира
- 1975 — Почётный член Американского геологического общества
- 1981 — Председатель Советского комитета по Международной программе геологической корреляции

## Награды и премии
А. В. Пейве был удостоен орденов и медалей:
- 1944 — Медаль «За оборону Москвы»
- 1945 — Орден «Знак Почёта» в связи с 220-летием АН СССР
- 1945 — Медаль «За доблестный труд в Великой Отечественной войне 1941—1945 гг.»
- 1946 — Сталинская премия первой степени — за геологические работы, обеспечившие создание сырьевой базы для алюминиевой промышленности на Урале[6][12];
- 1947 — Первая премия МОИП за монографию «Тектоника Северо-Уральского бокситового пояса»
- 1953 — Орден Трудового Красного Знамени за выслугу лет и безупречную работу
- 1963 — Орден Ленина за успехи достигнутые в развитии геологоразведочных работ, открытии и разведке месторождений полезных ископаемых
- 1969 — Орден Трудового Красного Знамени за заслуги в области геологической науки и в связи с 60-летием со дня рождения
- 1969 — Государственная премия СССР (Постановление ЦК КПСС и Сов. Мин. СССР от 6 ноября) — за тектоническую карту Евразии в масштабе 1:5 000 000 и монографию «Тектоника Евразии»[4];
- 1970 — Медаль «В ознаменование 100-летия со дня рождения Владимира Ильича Ленина»
- 1973 — Золотой знак Общества советско-венгерской дружбы
- 1973 — Медаль «Дружба» за укрепление дружбы между монгольскими и советскими учёными
- 1975 — Орден Ленина за заслуги в развитии советской геологии и в связи с 250-летием АН СССР
- 1979 — Герой Социалистического Труда (Указ През. ВС СССР от 8 февраля) за большие заслуги в развитии геологической науки и в связи с 70-летием со дня рождения. C вручением «Ордена Ленина» и золотой медали «Серп и молот»
- 1982 — Золотая медаль имени А. П. Карпинского (29 апреля)[13] за серию работ по теме: «Строение земной коры континентов и океанов».
- 1995 — Государственная премия Российской Федерации в области науки и техники (посмертно) за цикл работ «Тектоническая расслоённость литосферы и региональные геологические исследования»[14];
- 2003 — Премия Правительства Российской Федерации в области науки и техники (посмертно)[5][15].

## Память
В честь А. В. Пейве названы:
- Подводная гора Пейве — подводная гора с плоской вершиной (гайот) в экваториальной части Атлантического океана, Срединно-Атлантический хребет[5].